# Te Reo
Te Reo é um canal de televisão da Nova Zelândia que transmite programas exclusivamente em maori sem publicidade ou legendas. O canal também transmite programação especial voltada para tribos e dá ênfase a novos programas direcionados ao público fluente. A ideia do canal foi considerada pela primeira vez em 2007, antes do lançamento do Freeview, com o nome provisório de Māori Television Rua ou TV Rua.
O canal inicialmente transmitia por três horas diárias, sete dias por semana, durante o horário nobre, das 20h às 23h, a partir de sexta-feira, 28 de março de 2008, pelo Freeview Satellite. Posteriormente, foi disponibilizado para assinantes da Sky/Vodafone.
O canal Te Reo trocou de posição no Freeview com o canal Prime em 1º de março de 2023, com o Te Reo passando para o canal 10, antiga posição do Prime, e o Prime indo para o canal 15, antiga posição do Te Reo.
O canal está programado para encerrar suas operações na TV linear até março de 2025, como parte de uma estratégia de "digital first" imposta pela emissora. A medida também busca reduzir custos para se manter em operação, transferindo seu conteúdo para as plataformas online.